# Eywiller
Eywiller es una localidad y comuna francesa situada en el departamento de Bajo Rin, en la región de Alsacia. Tiene una población de 239 habitantes (según censo de 1999) y una densidad de 51 h/km².